# Ајватово
Ајватово (грч. Λητή, Лити) је насељено место у општини Даутбал у периферији Средишња Македонија, Грчка. Према попису из 2021. године било је 3.280 становника.
Према бугарском географу и историчару, Василу Канчову, у Ајватову је 1900. године живело 1.580 Словена хришћана. Македонски историчар Тодор Симовски, 1998. године наводи да је Ајватово славенско насеље.